# Вантаж (фільм, 2009)
«Вантаж» (англ. Cargo) — швейцарський фантастичний фільм 2009 р. режисера Івана Енглера.

## Сюжет
У 2267 році Земля стала безлюдною через екологічну катастрофу. Вцілілі живуть у переповнених космічних станціях на орбіті Землі. Молода лікар Лора Портман сподівається потрапити на далеку планету Рея, але їй бракує грошей. Лора влаштовується на роботу на старому вантажному кораблі «Кассандра» корпорації «Койпер». Корабель проведе 8 років у польоті до станції № 42 і назад. Політ повністю автоматичний, екіпаж перебуває в анабіозі, доки хтось один чергує 8,5 місяців. Екіпаж складається з п'яти осіб: капітана П'єра Лакруа, Анни Ліндберг, Міцукі Йосіди, Ігоря Прокоффа та Клаудіо Веспуччі. Через терористичну загрозу неолуддитів на кораблі є додатково Самуель Деккер, відповідальний за безпеку. Під кінець своєї зміни Лора Портман чує незвичайний шум з вантажному відсіку. Вона пробуджує членів екіпажу досліджувати трюми корабля.
Лаура знаходить Деккера і разом вони пробуджують Лакруа, щоби дослідити джерело звуків. Коли Лакруа хтось убиває, прокидаються решта колег, і команда вирушає на розслідування.
Екіпаж виявляє молоду дівчину в анабіозі всередині вантажного контейнера, хоча там мали лежати будівельні матеріали. Оглядаючи незнайомку, Портман знаходить з'єднувач з віртуальною реальністю, вбудований у її хребет. Декера підозрюють у вбивстві Лакруа, а тим часом Ліндберг стає капітаном. Пізніше Портманн надсилає звіт про знахідку своїй сестрі на Реї і отримує відповідь вже через 20 хвилин, а не за кілька років, як слід було очікувати. Портман починає задаватися питанням, куди рухається космічний корабель і нащо перевозить людей. Екіпаж об'єднується проти Декера, думаючи, що він убив Лакруа, коли виявляється, що він кілька разів прокидався від анабіозу. Портман просить Йосіду з'ясувати координати корабля та вважає, що Ліндберг їм бреше.
Зрештою з'ясовується, що пунктом призначення «Кассандри» є величезний мейнфрейм, де люди перебуватимуть у віртуальній реальності, що симулює планету Рея. Декер пояснює як він та Лакруа виявили, що Земля все ще придатна для життя. Тому Декер та решта екіпажу вирішують об'єднатися проти Ліндберг та саботувати мейнфрейм. Після прибуття в пункт призначення, поки корабель автоматично вивантажує свій вантаж, Лора входить у симуляцію, щоб показати людям у ній як насправді виглядає Земля. В той час Декер зламує антену мейнфрейму.

## Ролі
- Анна Шваброх — Лора Портман
- Мартін Реполд — Самуель Деккер
- Регула Гроувіллер — Анна Ліндберг
- Янгзом Бравен — Міцукі Йосіда
- П'єр Семмлер — П'єр Лакруа
- Клод-Олівер Рудольф — Рудольф Ігор Прокофф
- Майкл Фінгер — Клаудіо Веспуччі

## Критика
Рейтинг на IMDb — 6,2/10, Rotten Tomatoes — 38 % оцінка аудиторії.